# XM307 Advanced Crew Served Weapon
Le XM307 (ACSW) était un projet de lance-grenades automatique de 25 mm alimenté par courroie et doté d’une capacité de programmation d'explosion des grenades en vol. Il était léger et conçu pour être portable ou monté sur un véhicule. Le XM307 peut tuer ou supprimer les combattants ennemis jusqu'à 2000 mètres et détruire les véhicules, embarcations et hélicoptères légèrement blindés à 1000 mètres. Le projet a été annulé en 2007.

## Vue d'ensemble
Le système était en cours de développement par General Dynamics pour le compte de l'US TACOM (Army Tank-Automotive and Armaments Command) de l'armée américaine.  Dans le cadre du programme SAMP (Small Arms Master Plan), il est prévu de remplacer ou de compléter le lance-grenades automatique Mk19 et la mitrailleuse lourde M2. 
Il tire des munitions détonantes de 25 mm, comprenant des grenades HE et HEAT, à une cadence de 260 coups par minute et avec une portée effective de 2 kilomètres. 
La principale caractéristique du XM307 est son système de recul atténué. Le recul est contrôlé à un point tel qu’un grand trépied et des sacs de sable lourds ne sont pas nécessaires pour utiliser efficacement cette arme. Grâce son impulsion de recul réduite et à sa légèreté, d'autres options de montage sont possibles, telles que les petits véhicules sans pilote et les avions. 
Les cartouches à explosion paramétrée (explosion après une certaine distance) du XM307 permettent de contourner plus facilement les murs protégeant les ennemis, susceptibles de causer des dommages collatéraux s’ils sont tirés directement[pas clair]. Les opérateurs n’ont pas besoin de tirer à travers le mur, mais simplement à travers une ouverture ou par-dessus pour tuer tous ceux qui se cachent derrière, en laissant la structure du bâtiment intacte. 
Une caractéristique supplémentaire du XM307 est qu’il peut être converti en XM312 , une version "mitrailleuse" de calibre .50 BMG pour l’infanterie et le soutien antiblindés léger en moins de deux minutes (1 minute, 42 secondes). 

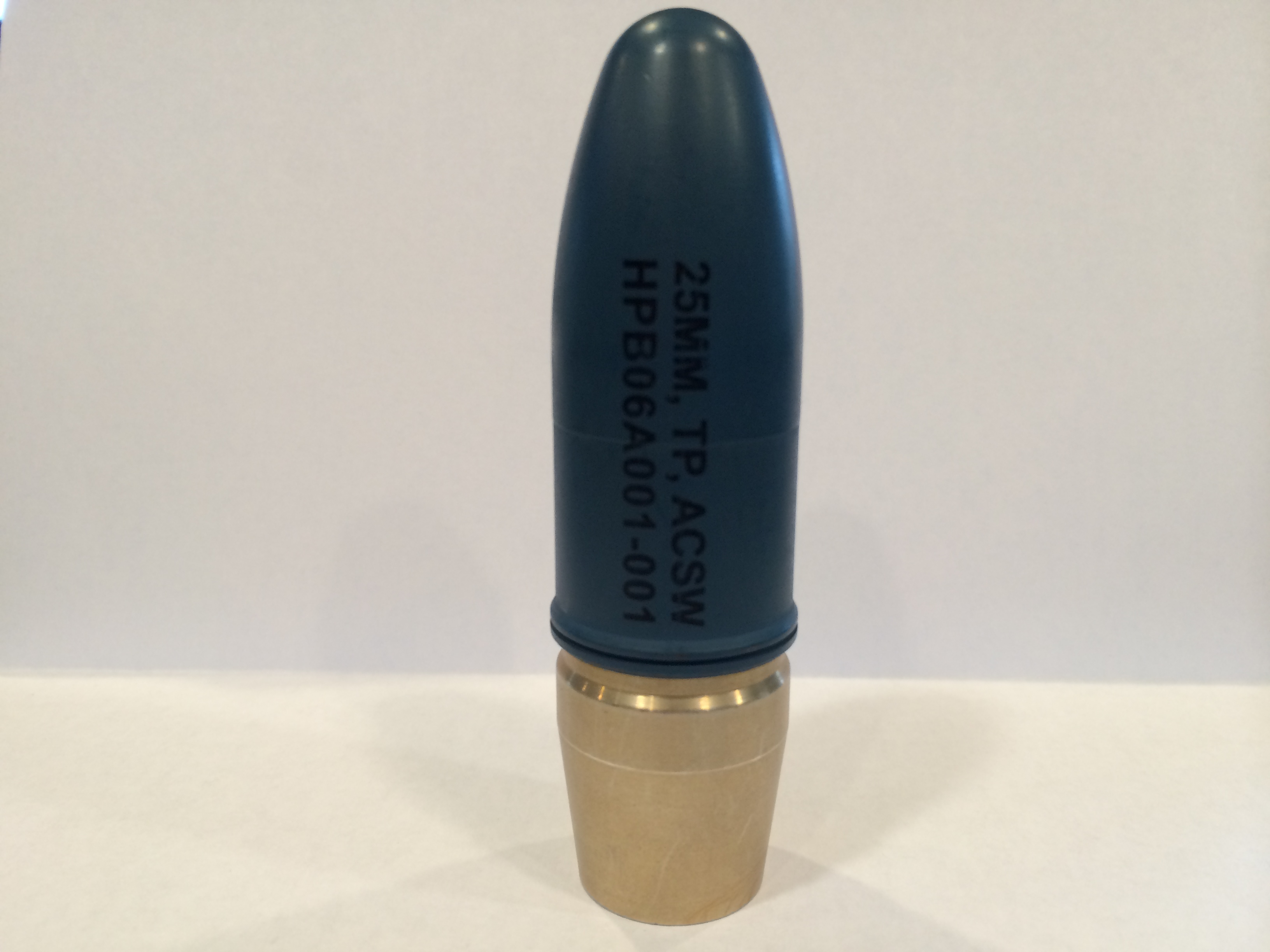
Projectile d'entraînement de 25 mm.

## Caractéristiques
Système :
- Poids : 22,5 kg
- Capacité de combat : jour / nuit
- Portabilité : portable par deux personnes et montable sur véhicule
- Environnement de combat : fonctionnement insensible aux conditions.

Arme :
- Dimensions : 251 × 183 × 1 328 mm
- Cadence de tir : 250 coups par minute, automatique
- Utilisations : tir de destruction et de suppression jusqu'à 2000 m
- Munitions : munitions explosives antiaériennes, antiblindage et d'entraînement (HE, AP, TP, TP-S)
- Système d'alimentation : boîte à munitions pouvant être montée sur une arme (alimentation par la gauche)

## Variantes
Une variante télécommandée (ROV) pour la famille de véhicules Future Combat Systems est également en cours de développement.  Le système d'arme, qui serait monté sur le véhicule, sera télécommandé depuis celui-ci. 

## Statut du programme
En mai 2004, la phase de développement a été financée au cours de l’exercice 2007.  En décembre 2005, un financement a été accordé pour une variante de véhicule télécommandé.  Cependant, en 2007, le projet a été annulé en raison de la faible cadence de tir des prototypes. 

## Voir également
- Mk 47 Striker
- LAG 40 lance-grenades - lance-grenades automatique utilisé par l'Espagne.
- Vektor Y3 AGL - Lance-grenades automatique d'origine sud-africaine.
- Heckler &amp; Koch GMG - Un lance-grenades automatique de 40 mm utilisé par l'armée allemande et d'autres forces armées européennes.
- Lance-grenades XM174
- AGS-30 , arme similaire, 30   mm calibre
- XM312 - (version .50 cal. Du XM307)
- Mk 47 - Un 40 similaire mais plus vieux   mm Grenade Launcher, remplaçant également le Mk 19 dans certains rôles.
- Barrett XM109 - Un fusil de sniper anti-matière tirant avec les mêmes munitions que le XM307 ACSW.
- XM25 CDTE - Un lance-grenades intelligent à faible vitesse de 25 mm pour un soldat individuel.
- XM29 OICW
- Comparaison des lance-grenades automatiques